# André-stuurdemper

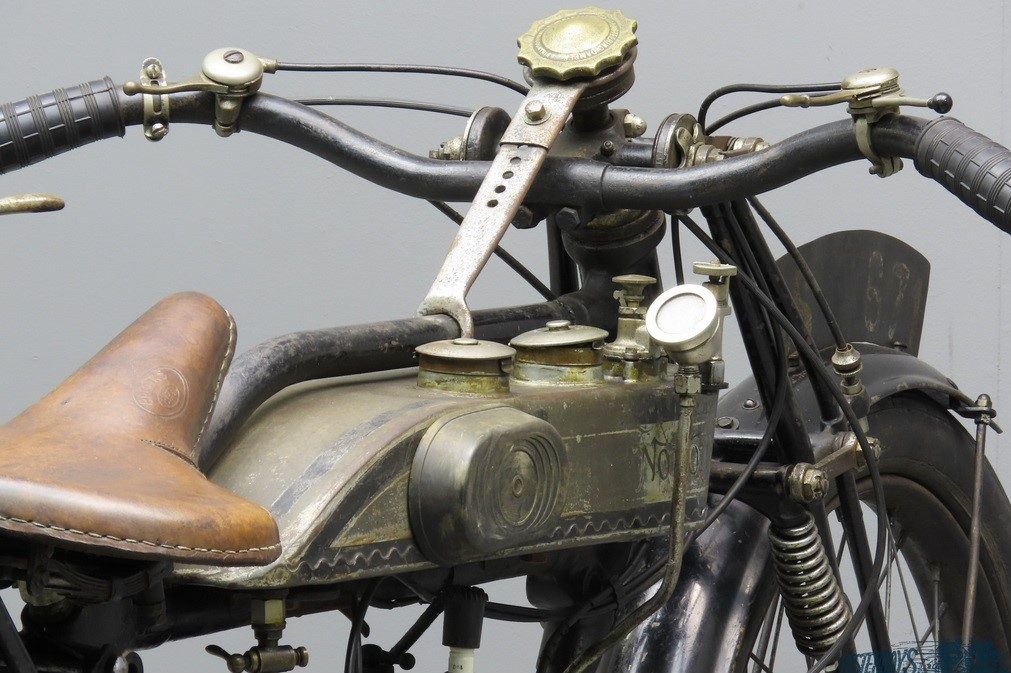
André-stuurdemper op een Norton Model 16H uit 1924

Een André-stuurdemper is een wrijvingsdemper die het stuur van een motorfiets zwaarder doet draaien naarmate de wrijvingsplaatjes (Klingrit-schijven) vaster worden aangedraaid.
Voor de stabiliteit van de motorfiets is in sommige gevallen een stuurdemper nodig.